# Griveta costanera
La griveta costanera (Catharus ustulatus) és una espècie d'ocell de la família dels túrdids (Turdidae) que habita matolls i boscos de coníferes, mixtes i de ribera d'Amèrica del Nord, criant en Alaska, centre i sud del Canadà i nord-oest dels Estats Units. Passa l'hivern des de Mèxic fins al nord de l'Argentina.